# Ocnele Mari
Ocnele Mari est une ville de Roumanie, située dans le județ de Vâlcea en Valachie. On y trouve une importante mine de sel. Elle comprend au total huit villages (Buda, Cosota, Făcăi, Gura Suhașului, Lunca, Ocnița, Slătioarele and Țeica) et son chef-lieu est Gura Suhașului. 
Sa population, de 7 200 habitants en 1930, et de 3 563 habitants en 2002, dont 3 531 Roumains et 20 Roms, est de 3 309 habitants.

## Histoire
La zone a probablement été habitée dès le néolithique.
Les Daces établissent dans la crique de Sărat, à l'époque pré-romaine, une fortification Buridava, base économique, militaire et religieuse.
Les Romains installent un castellum, Stolniceni, pour exploiter les gisements de sel. 
Une référence indirecte signale un tel lieu en 1373. Le nom actuel apparaît dans un document de 1402, toujours en relation avec la commercialisation du sel.
Seize églises ou monastères sont installés.
Dès 1812, s'installe une station thermale.
En 1933, la localité est déclarée ville.
Après 1945, une prison accueille les prisonniers politiques.
Le sel continue à être exploité, ce qui menace l'existence même de la ville.

## Transport
La localité ne possède pas de liaison ferroviaire. Une ligne de bus assure les connexions.